# Samuel Mandiola Mercado
Samuel Mandiola Mercado; (La Serena, 1856 - Copiapó, 1926). Abogado y político conservador chileno. Hijo de Rafael Mandiola Elizalde y Angela de Mercado y Mandiola. Contrajo matrimonio con Cristina Díaz (1882).
Realizó sus estudios en el Instituto Nacional y en la Universidad de Chile, donde se graduó como abogado (1881). Se dedicó al derecho y al comercio, en los negocios de su padre, extracción minera en la zona de Copiapó.
Miembro del Partido Conservador. Fue elegido Diputado por Santiago (1891-1894), formando parte de la comisión permanente de Economía y Comercio. 
Fue Intendente de Copiapó (1901-1905).